# NN-150
La carretera NN‑150 es una vía departamental secundaria ubicada en el municipio de San Francisco Libre, en el departamento de Managua. Comunica la comunidad de La Grecia con El Jícaro, cruzando zonas agrícolas y rurales del sureste del municipio.

## Trazado y cruces
| km  | Localidad / Punto | Departamento | Conexión / Ruta           |
| --- | ----------------- | ------------ | ------------------------- |
| 0,0 | La Grecia         | Managua      | NN 149                    |
| 4,2 | El Ciprés         | Managua      | Camino rural              |
| 8,4 | El Jícaro         | Managua      | Fin de ruta departamental |

## Coordenadas
Uno de los tramos de la NN‑150 puede ser encontrado en las coordenadas: 11°58′04″N 86°06′44″O / 11.9678, -86.1122